# Flavien Nouhaillaguet
Pour les articles homonymes, voir Nouhaillaguet.
Pas d'image ? Cliquez ici

a Compétitions nationales et continentales officielles uniquement.

b Matchs officiels uniquement.
Dernière mise à jour le 9 mai 2025.
Flavien Nouhaillaguet, né le 16 mars 1989, est un joueur français de rugby à XV. Il évolue au poste de troisième ligne aile ou de troisième ligne centre à l'Aviron gruissanais.

## Biographie
Flavien Nouhaillaguet commence le rugby à XV à l'Union sportive des Deux Ponts rugby (US Deux Ponts) puis il rejoint le FC Grenoble.
Flavien Nouhaillaguet est le frère aîné de Geoffrey Nouhaillaguet,.
Il est sélectionné en équipe de France de rugby à XV des moins de 18 ans.
En 2014, il s'engage avec le Stade aurillacois,.
En 2019, il signe un contrat de deux saisons avec le RC Narbonne. Il sera d'ailleurs nommé capitaine du club audois. Il passera quatre saisons dans le club audois avant de quitter celui-ci à l'issue de la saison 2022-2023.
En avril 2023, Flavien Nouhaillaguet s'engage en faveur du club de l'Aviron gruissanais qui évolue en Fédérale 1.